# دي جي دان
دانيال ويريت (Daniel wherrett) يعرف أكثر باسم دي جي دان (DJ Dan) هو دي جي ومنتج أسطوانات أمريكي .

## روابط خارجية
- دي جي دان على موقع ميوزك برينز (الإنجليزية)
- دي جي دان على موقع ميوزك برينز (الإنجليزية)
- دي جي دان على موقع أول ميوزيك (الإنجليزية)
- دي جي دان على موقع أول ميوزيك (الإنجليزية)
- دي جي دان على موقع ديسكوغز (الإنجليزية)